# قربانی‌سازی
قربانی‌سازی فرایند قربانی شدن یا تبدیل شدن به یک قربانی است. زمینه ای که به مطالعه این فرایند، نرخ، بروز، عوارض، و شیوع قربانی شدن می‌پردازد قربانی‌شناسی یا ویکتیمولوژی نام دارد.
قربانیان سو استفاده و دستکاری روان شناختی، گاهی در یک تصویر از خود قربانی ساخته گرفتار می‌شوند. مشخصات روانشناختی قربانی سازی شامل احساس ناتوانی، انفعال، از دست دادن کنترل، بدبینی، تفکر منفی، احساس گناه، احساس شرم، خود سرزنش و افسردگی است. این طرز تفکر می‌تواند منجر به ناامیدی و یاس شود.